# Gens Annaea
Die gens Annaea war eine römische Familie, welche das Gentilnomen Annaeus (auch Anneus und Anneius) führte. Ihr Name ist wahrscheinlich sabinischer Herkunft, obwohl auch eine etruskische oder semitische Herkunft denkbar ist. Im Römischen Reich tritt die Familie erstmals im 1. Jahrhundert v. Chr. in Erscheinung und verbreitet sich in der Kaiserzeit weiter.

## Familie Senecas
- Marcus Lucius Annaeus Seneca (Seneca der Ältere) (54.v. Chr.–39)
  - Lucius Annaeus Novatus, von Iunius Gallio adoptiert, seitdem Lucius Iunius Gallio Annaeanus, Prokonsul in Achaia († 65)
  - Lucius Annaeus Seneca (Seneca der Jüngere) (um 1 n. Chr.–65)
  - (Lucius oder Marcus) Annaeus Mela, Rhetor und kaiserlicher Prokurator († 65)
    - Marcus Annaeus Lucanus (Lucan) (39–65)

## Weitere Mitglieder
- Annaeus Florus, Historiker zur Zeit Trajans (98–117) und Hadrians (117–138)
- Annaeus Serenus († 62/63), Verwandter des jüngeren Seneca, praefectus vigilum (Leiter der römischen Nachtwache)
- Gaius Annaeus (Brocchus), Senator vor 70 v. Chr., zur Zeit Verres’ in Sizilien
- Lucius Annaeus Cornutus, römischer Philosoph, 1. Jahrhundert
- Marcus Annaeus, Legatus Ciceros in Kilikien (51/50 v. Chr.)
- Marcus Annaeus Saturninus Clodianus Aelianus, römischer Senator, 2. Jahrhundert
- Marcus Annaeus Syriacus, römischer Statthalter in Ägypten (161–164)